# Autostrada CT.07
L'autostrada CT.07, chiamata anche Autostrada Hanoi–Thai Nguyen (in inglese Hanoi–Thai Nguyen Expressway), è un'autostrada vietnamita. Collega la capitale Hanoi con città di Thái Nguyên.

## Tabella percorso
| Autostrada Haiphong-Quang Ninh |                                                           |      |      |             |
| Tipo                           | Indicazione                                               | ↓km↓ | ↑km↑ | Provincia   |
|                                | Autostrada Hanoi–Lang Son                                 | 0,0  | ..   | Hanoi       |
|                                | Strada QL.18 - Bắc Ninh Aeroporto Internazionale di Hanoi | ..   | ..   | Bac Ninh    |
|                                | Soc Son                                                   | ..   | ..   | Hanoi       |
|                                | Area di servizio Hai Dang                                 | ..   | ..   | Thai Nguyen |
|                                | Pho Yen                                                   | ..   | ..   | Thai Nguyen |
|                                | Zona Ind. di Yen Binh (solo dir. nord)                    | ..   | ..   | Thai Nguyen |
|                                | Song Cong                                                 | ..   | ..   | Thai Nguyen |
|                                | Tan Lap                                                   | ..   | ..   | Thai Nguyen |
|                                | Thái Nguyên - Thinh Dan                                   | ..   | ..   | Thai Nguyen |
|                                | Fine autostrada in esercizio Strada QL.3 - Strada QL.1B   | 70,0 | ..   | Thai Nguyen |